# 舞城のどか
舞城 のどか（まいしろ のどか、1977年7月10日- ）は、元宝塚歌劇団花組の娘役。
東京都福生市生まれ、明星高校出身。身長160cm。愛称は「みほ」、「のどか」。

## 略歴
- 1996年、宝塚音楽学校入学。
- 1998年、第84期生として宝塚歌劇団入団。入団時の成績は5番。宙組公演「シトラスの風」で初舞台。同期には白羽ゆり（元雪組トップ娘役）、遠野あすか（元星組トップ娘役）、音月桂（元雪組トップスター）、北翔海莉（元星組トップスター）、未涼亜希、桐生園加らがいる。
- 1999年1月、花組に配属される。
- 2000年6月、ベルリン公演メンバーに選抜される。
- 2002年、ドラマ『愛と青春の宝塚』に生徒役の一人として出演。
- 2007年12月、花純風香の退団に伴い、TAKARAZUKA SKY STAGEのスカイレポーターズに就任する。
- 2008年8月17日、「愛と死のアラビア／Red Hot Sea」の千秋楽をもって、宝塚歌劇団を退団する。退団後はバレエ教室でインストラクターとして活動する傍ら、舞台にも出演している。

## 宝塚歌劇団時代の主な舞台出演
- 2000年6月、「宝塚 雪・月・花／サンライズ・タカラヅカ」（ベルリン公演）
- 2001年1月、瀬奈じゅんディナーショー「VIRTUAL GUY!」
- 2001年4月、「マノン」（バウ・東京特別）マチルデ
- 2002年1月、楓沙樹ディナーショー「MIRROR」
- 2002年3月、「琥珀色の雨に濡れて／Cocktail -カクテル-」ミレーユ、新人公演：ジュヌヴィエーヴ（本役：沢樹くるみ）
- 2002年4月、「ダイヤモンド・アイズ」（シアタードラマシティ）
- 2002年8月、「あかねさす紫の花／Cocktail -カクテル-」（博多座）うの野皇女
- 2002年10月、「エリザベート」マデレーネ、新人公演：ヘレネ（本役：彩風蘭）
- 2003年3月、「おーい春風さん／恋天狗」（バウ）踊る鳥追い女／お春
- 2003年5月、「野風の笛／レビュー誕生 -夢を創る仲間たち-」新人公演：傀儡師・つくし（本役：鈴懸三由岐）
- 2003年10月、「琥珀色の雨に濡れて／Cocktail -カクテル-」（全国ツアー）ジャンヌ
- 2004年1月、「天使の季節／アプローズ・タカラヅカ！ -ゴールデン90-」大使の妻、新人公演：カルボナラ（本役：梨花ますみ）
- 2004年5月、「NAKED CITY」（バウ・東京特別）ジジ
- 2004年8月、「La Esperanza-いつか叶う-／TAKARAZUKA舞夢（マイム）!」新人公演：エレナ（本役：鈴懸三由岐）
- 2004年12月、「天の鼓 -夢幻とこそなりにけれ-」（シアタードラマシティ・東京特別）弁財天
- 2005年3月、「マラケシュ・紅の墓標／エンター・ザ・レビュー」ナディン
- 2005年8月、「マラケシュ・紅の墓標／エンター・ザ・レビュー」（博多座）ナディン
- 2005年11月、「落陽のパレルモ／ASIAN WINDS!」サンドラ
- 2006年4月、「Young Bloods!! －青春花模様－」（バウ・ワークショップ）ミホ先生
- 2006年6月、「ファントム」フローレンス（団員女）
- 2006年11月、「うたかたの恋／エンター・ザ・レビュー」（全国ツアー）ステファニー
- 2007年2月、「明智小五郎の事件簿－黒蜥蜴（トカゲ）－／タキシード・ジャズ」少年探偵団浮浪児（大石）
- 2007年6月、「舞姫　-MAIHIME-｣（バウ・東京特別）太田清
- 2007年7月、「ハロー!ダンシング!（花組）」（バウ・ワークショップ）
- 2007年9月、「アデュー・マルセイユ -マルセイユへ愛をこめて-／ラブ・シンフォニー」シルヴィ
- 2008年2月、「メランコリック・ジゴロ -あぶない相続人-／ラブ・シンフォニーⅡ」（中日）レジーナ
- 2008年5月、「愛と死のアラビア／Red Hot Sea」 ＊退団公演

## 宝塚歌劇団退団後の主な舞台出演
- 2011年1月、TAKARAZUKA WAY TO 100th ANNIVERSARY 『DREAM TRAIL - 宝塚伝説 -』
- 2011年4月、『瀬奈じゅん Concert A LiveII～Handsome Woman～』
- 2011年10月、『ボーイズ・バレエ・ファンタジー　2011』
- 2012年4月、DANCE ACT『ニジンスキー 〜神に愛された孤高の天才バレエダンサー〜』
- 2012年7月、『ルドルフ 〜ザ・ラスト・キス〜』
- 2014年4月、DANCE ACT『ニジンスキー 〜神に愛された孤高の天才バレエダンサー〜』
- 2014年5月、『セレブレーション100! 宝塚』
- 2014年11月、『CHICAGO TAKARAZUKA 100th Anniversary OG version』 - レディース役
- 2014年7月、『ライムライト』
- 2015年9月、『SUPER GIFT!』
- 2016年1月、『DNA-SHARAKU』
- 2016年7月、『CHICAGO 宝塚OGバージョン』 - レディース 役
- 2017年6月、瀬奈じゅん25th anniversary concert『Jun Sena 25th anniversary concert』（日比谷シアタークリエ、宝塚バウホール）
- 2025年4 - 5月、『未来へのOne Step！～世界を結ぶ愛の歌声～』（関西万博EXPOホール「シャインハット」・東京国際フォーラム・梅田芸術劇場）[1]